# Rally van Ivoorkust 1978
De Rally van Ivoorkust 1978, officieel 10ème Rallye Bandama Côte d'Ivoire, was de 10de editie van de Rally van Ivoorkust en de negende ronde van het Wereldkampioenschap Rally in 1978. Het was de 61ste rally van het FIA Wereldkampioenschap Rally.

## Resultaten en rangschikking
| Top tien klassement | Top tien klassement | Top tien klassement                       | Top tien klassement                          | Top tien klassement | Top tien klassement | Top tien klassement | Top tien klassement |
| Pos                 | Nr                  | Rijder Navigator                          | Auto Inschrijving                            | Gr                  | Tijd*               | Verschil            | Punten              |
| ------------------- | ------------------- | ----------------------------------------- | -------------------------------------------- | ------------------- | ------------------- | ------------------- | ------------------- |
| 1                   | 2                   | Jean-Pierre Nicolas Michel Gamet          | Peugeot 504 V6 Coupé Automobiles Peugeot     | 4                   | 02:28.00            | 0.00                | -                   |
| 2                   | 1                   | Timo Mäkinen Jean Todt                    | Peugeot 504 V6 Coupé Automobiles Peugeot     | 4                   | 02:43.00            | + 0:15              | -                   |
| 3                   | 4                   | Jean Ragnotti Jean-Marc Andrié            | Renault 5 Alpine Renault Elf Gitanes         | 2                   | 03:50.00            | + 1:22              | -                   |
| 4                   | 3                   | Simo Lampinen Atso Aho                    | Peugeot 504 V6 Coupé Automobiles Peugeot     | 4                   | 05:07.00            | + 2:39              | -                   |
| 5                   | 5                   | Guy Fréquelin Jacques Delaval             | Renault 5 Alpine Renault Elf Gitanes         | 2                   | 05:34.00            | + 3:06              | -                   |
| 6                   | 14                  | Jean-François Vincens Félix Giallolacci   | Mitsubishi Colt Lancer Jean-François Vincens | 2                   | 10:17.00            | + 7:49              | -                   |
| 7                   | 8                   | Kal Noujaim Jean-Claude Mages             | Mitsubishi Colt Lancer Kal Noujaim           | 2                   | 11:20.00            | + 8:52              | -                   |
| 8                   | 7                   | Samir Assef Jean-Yves Burelle             | Peugeot 504 V6 Coupé Samir Assef             | 4                   | 12:04.00            | + 9:36              | -                   |
| 9                   | 48                  | Hervé Page Philippe Saget                 | Datsun Violet Hervé Page                     | 1                   | 16:20.00            | + 13:52             | -                   |
| Niet aan de finish  |                     |                                           |                                              |                     |                     |                     |                     |
| Pos                 | Nr                  | Rijder Navigator                          | Auto Inschrijving                            | Gr                  | TC                  | Reden               | Punten              |
| NF                  | 6                   | Shekhar Mehta Mike Doughty                | Opel Ascona Opel Euro Händler                | 2                   | 13                  | nokkenas            | -                   |
| NF                  | 9                   | Jean Vinatier Jean-François Jacob         | Fiat 131 Abarth Alitalia Fiat                | 4                   | 7                   | ongeluk             | -                   |
| NF                  | 10                  | Adolphe Choteau Yves Taravel              | Peugeot 504 V6 Coupé Adolphe Choteau         | 4                   | 33                  | motor               | -                   |
| NF                  | 11                  | Alain Ambrosino Jean-Robert Bureau        | Peugeot 104 ZS Automobiles Peugeot           | 2                   | 31                  | koppeling           | -                   |
| NF                  | 12                  | Jean-Claude Lefèbvre Christian Delferrier | Peugeot 104 ZS Automobiles Peugeot           | 2                   | 29                  | distributeur        | -                   |
| NF                  | 15                  | Alain Oger Jean-Pierre Dupuis             | Renault 5 Alpine Alain Oger                  | 2                   | 5                   | koppakking          | -                   |

Notitie:
- Tijd is niet de algehele eindtijd die over de route is gedaan, maar is eerder opgebouwd uit straftijd verzamelt bij de tijdcontroles.

### Constructeurskampioenschap
| Pos | Constructeur    | MON | SWE | KEN | POR | GRE | FIN | CAN | ITA | CIV | FRA | GBR | Pts |
| --- | --------------- | --- | --- | --- | --- | --- | --- | --- | --- | --- | --- | --- | --- |
| 1   | Fiat            | 14  | 14  |     | 18  | 18  | 18  | 18  | 16  |     |     |     | 116 |
| 2   | Opel            | 10  | 12  |     | 13  | 12  | 11  | 16  | 10  |     |     |     | 84  |
| 3   | Ford            |     | 18  | 7   | 16  | 9   | 6   | 13  | 13  |     |     |     | 82  |
| 4   | Porsche         | 18  |     | 16  | 7   |     | 12  |     | 14  |     |     |     | 67  |
| 5   | Lancia          | 8   | 12  |     |     | 11  |     |     | 18  |     |     |     | 49  |
| 6   | Toyota          |     |     |     | 15  | 6   | 13  | 14  |     |     |     |     | 48  |
| 7   | Peugeot         |     |     | 18  | 9   |     |     |     |     | 18  |     |     | 45  |
| 8   | Datsun          |     |     | 16  |     | 16  |     |     |     | 10  |     |     | 42  |
| 9   | Renault         | 17  |     |     |     |     |     |     |     | 16  |     |     | 33  |
| 10  | Saab            |     | 8   |     |     |     |     | 10  |     |     |     |     | 18  |
| 11  | Volkswagen      |     | 9   |     |     |     |     | 8   |     |     |     |     | 17  |
| 12  | Mitsubishi      |     |     | 5   |     |     |     |     |     | 11  |     |     | 16  |
| 13  | Vauxhall        |     |     |     |     |     | 14  |     |     |     |     |     | 14  |
| =   | Alfa Romeo      |     |     |     |     |     |     |     | 14  |     |     |     | 14  |
| 15  | Mercedes        |     |     | 12  |     |     |     |     |     |     |     |     | 12  |
| =   | British Leyland |     |     |     |     |     |     | 12  |     |     |     |     | 12  |
| 17  | Volvo           |     | 10  |     |     |     |     |     |     |     |     |     | 10  |
| 18  | Škoda           |     |     |     |     | 6   |     |     |     |     |     |     | 6   |
| 19  | Lada            |     |     |     |     | 4   |     |     |     |     |     |     | 4   |